# Słomniki

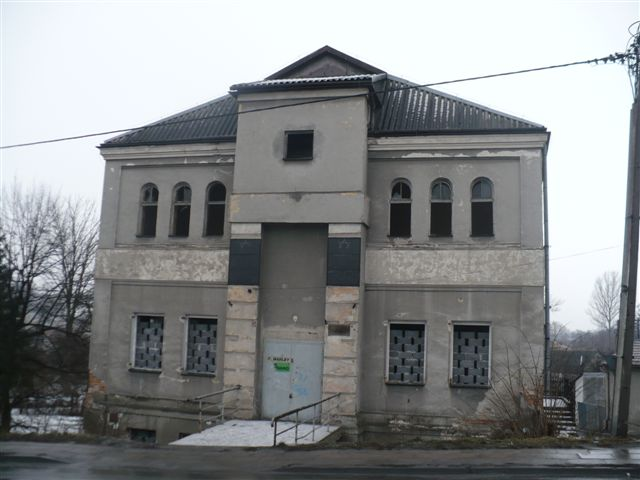
Sinagoga din Słomniki

Słomniki este un oraș în județul Cracovia, Voievodatul Polonia Mică, cu o populație de 4.365 locuitori (2010) în sudul Poloniei.